# Zaklęsłość
Zaklęsłość – wklęsła forma ukształtowania terenu, wyróżniana jako kategoria. Występuje jako niewielkie obniżenie terenu we względnie płaskiej okolicy. W Polsce jako mezoregion fizycznogeograficzny występują dwie zaklęsłości: Zaklęsłość Łomaska i Zaklęsłość Sosnowicka na Polesiu Zachodnim.